# 卡農代爾 (康乃狄克州)
卡農代爾（英語：Cannondale）是位於美國康乃狄克州費爾菲爾德縣威爾頓境內的一個人口普查指定地區。

## 地理
卡農代爾的座標為41°13′00″N 73°25′36″W / 41.21667°N 73.42667°W，而該地最高點為海拔高度70米（即229英尺）。

## 人口
根據2010年美國人口普查的數據，卡農代爾的面積為0.80平方千米，當中陸地面積為0.80平方千米，而水域面積為0.00平方千米。當地共有人口141人，而人口密度為每平方千米176人。